# Genadestoel

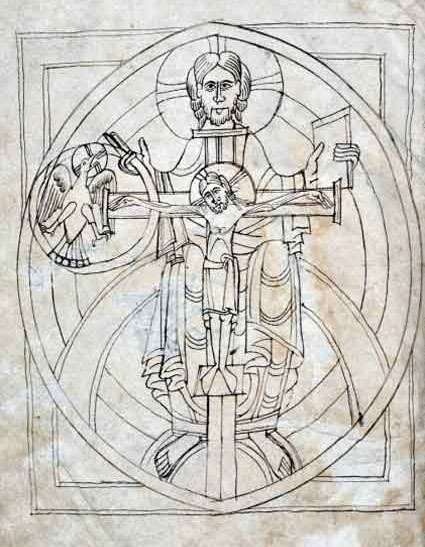
Genadestoel uit het Evangeliarium van Perpignan, Ms. 1 Médiathèque de Perpignan

Een genadestoel is een voorstelling van de heilige drievuldigheid in de christelijke kunst. De genadestoel toont God de Vader die op een troon gezeten is en het kruis vasthoudt waarop Christus, de Zoon gekruisigd is. De Heilige Geest zweeft in de vorm van een duif tussen beide in.
Sinds het begin van het christendom hebben kunstenaars gepoogd de drievuldigheid voor te stellen. Voor de genadestoel ontstond gebruikten ze symbolen als de driehoek of voorstellingen van de hand van de Vader die uit de wolken komt, Christus als menselijk persoon en de Geest die als een duif het beeld vervolledigt. Ook de triandische Drie-eenheid (9e tot 12e eeuw) gaat aan de genadestoel vooraf, hierin worden de drie goddelijke personen afgebeeld als drie bijna identieke figuren met dezelfde kleding en attributen, waarbij alleen de gezichten verschillen: de Vader wat ouder en met een baard.

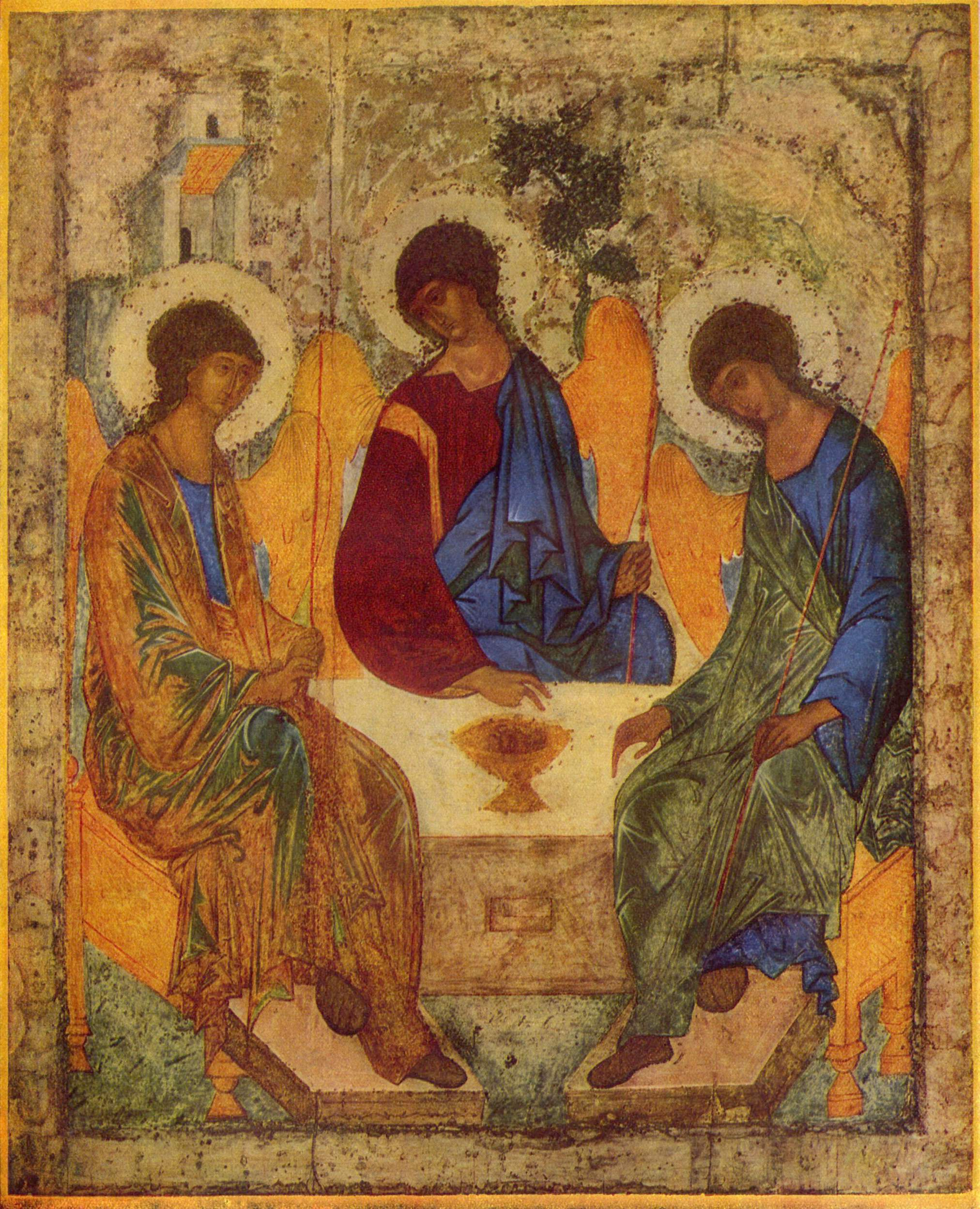
Roebljovs icoon van de Heilige Drie-eenheid

Deze voorstellingen die gebaseerd zouden zijn op het Bijbelverhaal van het bezoek van drie engelen aan Abraham (Genesis 18:1-5) werden vooral populair in de oosterse kerk. Een bekend voorbeeld hiervan is de Philoxenia icoon van Andrej Roebljov.
In de westerse kerk wordt de iconografie van de genadestoel de belangrijkste voorstelling. De iconografie van de genadestoel ontstaat langzamerhand uit de Majestas Domini, die in de vroege periode van de westerse boekverluchting de meest gebruikte afbeelding van God was. Eerst gaat men medaillons van de tetramorf vervangen door afbeeldingen van het Lam Gods en de symbolische voorstelling van de Heilige Geest als een duif, en uiteindelijk zou de majestas domini versmolten zijn met het tafereel van de kruisiging.
De afbeelding in zijn uiteindelijke vorm, komt al vanaf de 12e eeuw voor. Een voorbeeld van omstreeks 1120 is te vinden in het missaal van Cambrai, f2r "Trône de grâce", volgens Leroquais zou dit de oudste afbeelding zijn. Eveneens een zeer vroege afbeelding is te vinden in een Evangeliarium uit de 12e eeuw in Perpignan (zie afbeelding hierboven).

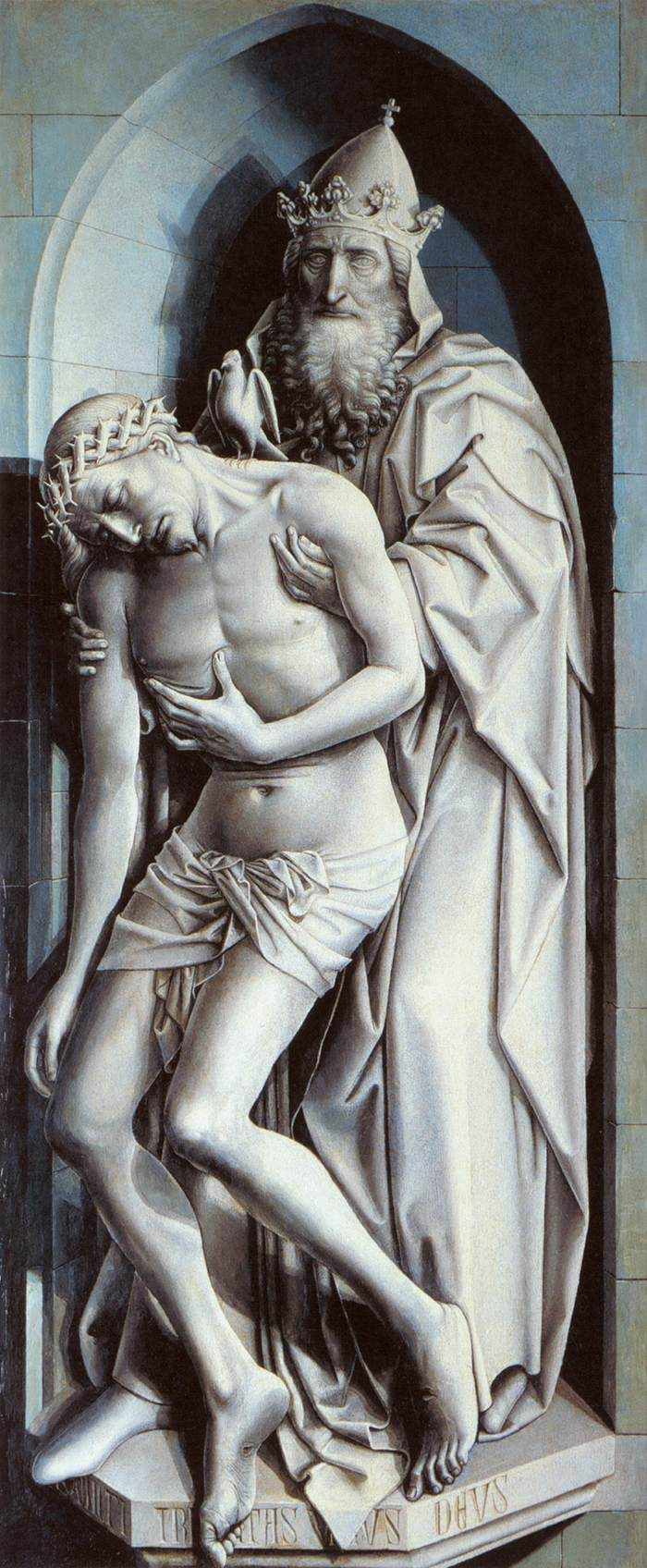
Robert Campin of de meester van Flemalle, De Heilige Drievuldigheid ca. 1410, olieverf op paneel – grisaille, 148,7 x 61 cm, Städelsches Kunstinstitut, Frankfurt

Begin 15e eeuw ontstaat een andere variant, hierin houdt de Vader het lichaam van de gekruisigde op zijn schoot (zie de afbeelding links). Een mooi voorbeeld van deze latere variant is de genadestoel in de gotische Onze-Lieve-Vrouwekerk in Aarschot, die dateert uit de 16e eeuw. De genadestoel blijft gedurende vier eeuwen, tot diep in de 16e eeuw, de meest populaire afbeelding van de heilige drievuldigheid., maar ook later is de genadestoel nog vaak het onderwerp van schilders en beeldhouwers. Peter Paul Rubens schilderde in 1620 nog een genadestoel voor het H. Drievuldigheidsaltaar van de kerk van de geschoeide karmelieten of Onze-Lieve-Vrouwebroeders. In de kerk van Testelt kan men zelfs een neogotisch glasraam uit de 20e eeuw vinden waarvan het onderwerp een genadestoel is.
In de 12e en begin 13e eeuw was de afbeelding van de genadestoel verbonden met de eucharistie, ofwel werden ze gebruikt voor de illustratie van het eucharistisch gebed of voor de versiering van draagbare altaren. Later wordt ze ook gebruikt als voorstelling van de Heilige Drievuldigheid zonder meer.
De genadestoel werd onder meer veelvuldig gebruikt in getijdenboeken (zie de afbeelding onderaan) als illustratie van de Drievuldigheidsgetijden.

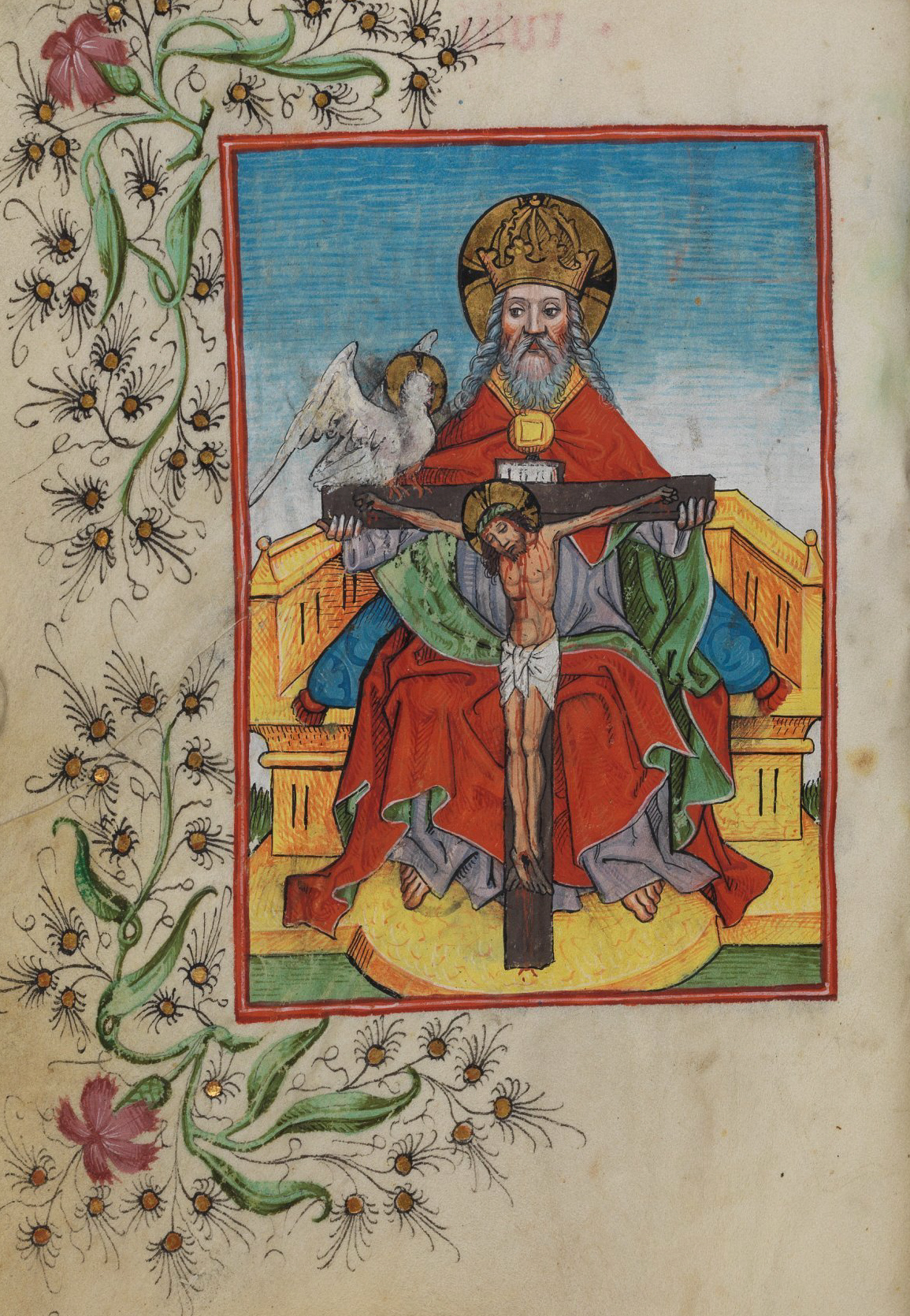
Waldburg-gebedenboek, ca. 1480, WLB Stuttgart, Cod. brev. 12, fol. 19v

Er wordt vaak geschreven dat Maarten Luther de term "genadestoel" voor het eerst gebruikte in zijn Bijbelvertaling, maar dat was dan voor het aanduiden van het deksel van de Ark van het Verbond en had dus totaal geen verband met de afbeelding van de heilige drie-eenheid.